# Jeffrey City
Jeffrey City és una concentració de població designada pel cens dels Estats Units a l'estat de Wyoming. Segons el cens del 2000 tenia 106 habitants.

## Demografia
Segons el cens del 2000, Jeffrey City tenia 106 habitants, 45 habitatges, i 32 famílies. La densitat de població era d'1,4 habitants/km².
Dels 45 habitatges en un 15,6% hi vivien nens de menys de 18 anys, en un 66,7% hi vivien parelles casades, en un 2,2% dones solteres, i en un 26,7% no eren unitats familiars. En el 17,8% dels habitatges hi vivien persones soles el 4,4% de les quals corresponia a persones de 65 anys o més que vivien soles. El nombre mitjà de persones vivint en cada habitatge era de 2,36 i el nombre mitjà de persones que vivien en cada família era de 2,61.
Per edats la població es repartia de la següent manera: un 14,2% tenia menys de 18 anys, un 8,5% entre 18 i 24, un 26,4% entre 25 i 44, un 41,5% de 45 a 60 i un 9,4% 65 anys o més.
L'edat mediana era de 46 anys. Per cada 100 dones de 18 o més anys hi havia 127,5 homes.
La renda mediana per habitatge era de 42.857 $ i la renda mediana per família de 42.679 $. Els homes tenien una renda mediana de 65.156 $ mentre que les dones 23.750 $. La renda per capita de la població era de 20.061 $. Cap de les famílies i el 8,2% de la població estaven per davall del llindar de pobresa.

## Poblacions més properes
El següent diagrama mostra les poblacions més properes.